# Guatteria chiriquiensis
Guatteria chiriquiensis este o specie de plante angiosperme din genul Guatteria, familia Annonaceae, descrisă de Robert Elias Fries. Conform Catalogue of Life specia Guatteria chiriquiensis nu are subspecii cunoscute.